# Ford Bay Airport
Ford Bay Airport är en flygplats i Kanada.   Den ligger i territoriet Northwest Territories, i den centrala delen av landet, 3 700 km nordväst om huvudstaden Ottawa. Ford Bay Airport ligger 156 meter över havet.
Terrängen runt Ford Bay Airport är platt. Trakten runt Ford Bay Airport är nära nog obefolkad, med mindre än två invånare per kvadratkilometer.. Det finns inga samhällen i närheten.
Omgivningarna runt Ford Bay Airport består huvudsakligen av skogstundra.